# Памятник крейсеру «Киров»
Памятник крейсеру «Киров» установлен в память о подвиге Краснознамённого крейсера «Киров» и его экипажа в годы Великой Отечественной войны и блокады Ленинграда. Находится в Санкт-Петербурге, на площади Балтфлота, рядом со зданием Профессионально-технического училища № 30 Балтийского завода. 
Над памятником работали архитекторы М.В. Круглов, В.Н. Соколов, А.Б. Корольков, В.А. Реппо. Монумент был открыт 30 сентября 1990 года.

## Описание памятника
Памятник представляет собой фрагменты крейсера «Киров», в числе которых сохранившиеся артиллерийские установки главного калибра, снятые крейсера «Киров». Сбоку расположены два якоря, а также фрагмент крейсерской орудийной ленты. С другой стороны от центральной композиции расположены два ходовых винта крейсера «Киров».
Также в состав композиции включён лавровый венок из бронзы.
На основании башенного орудия расположена табличка со следующим текстом:
«Крейсер «Киров» находился в строю с 1938 по 1974 год. Имел мощное вооружение: девять – 180 мм орудий, восемь – 100 мм орудий, пятнадцать – 37 мм орудий, шесть пулемётов. За годы Великой Отечественной войны провел свыше 200 боевых стрельб, нанесших противнику тяжелые потери»
На фасаде дома, рядом с которым расположен памятник, находится памятная табличка с надписью:
«Подвигу моряков Краснознамённого Балтийского флота в Великой Отечественной войне 1941-1945 гг.
Героическому экипажу крейсера «Киров»
Ранее на памятнике также находилась ещё одна мемориальная доска, ныне утраченная. Текст на ней гласил:
«Указом президиума Верховного Совета СССР от 27 февраля 1943 года крейсер «Киров» награждён орденом Красного Знамени за образцовое выполнение боевых заданий, за мужество и стойкость экипажа»
В рамках подготовки к празднованию 75-летнего юбилея Победы в Великой Отечественной войне сотрудниками Балтийского завода была проведена реставрация памятника.

## О крейсере «Киров»
Крейсер «Киров» за годы Великой Отечественной войны принял участие в отражении более сорока авианалётов на Ленинград.
За многочисленные военные заслуги «Киров» стал первым из надводных кораблей Балтийского флота, который был удостоен ордена Красного Знамени.